# یوری شاهبازیان
یوری لوونی شاهبازیان (ارمنی: Յուրի Լևոնի Շահբազյան؛ زادهٔ ۲۵ دسامبر ۱۹۳۰) یک سیاستمدار اهل ارمنستان است که از تاریخ ۱۹۹۵ تا تاریخ ۱۹۹۹ سمت نمایندگی دوره اول مجلس ملی جمهوری ارمنستان را برعهده داشت.

## زندگی‌نامه
در ۲۵ دسامبر ۱۹۳۰ ‏در ایروان به دنیا آمد و از دانشگاه ملی پلی‌تکنیک ارمنستان فارغ‌التحصیل شد. 